# Erina Hashiguchi
Erina Hashiguchi (橋口恵莉奈, Hashiguchi Erina, née le 18 novembre 1996 au Japon)
, alias Eri~na (えり～な), est une actrice, chanteuse et idole japonaise. Elle débute en 2001, jouant dans une dizaine de drama télévisés, et dans le film The Twilight Samurai en 2002. Elle apparaît aussi dans de nombreuses publicités.
En 2007, elle rejoint le groupe de J-pop Canary Club, dans le cadre du Nice Girl Project! du producteur Tsunku sur son label TNX, et prend le surnom Eri~na. Elle quitte le groupe en juin 2009, mais reste membre du Nice Girl Project!.

## Filmographie
Film
- 2002 : Le Samouraï du crépuscule (たそがれ清兵衛, Tasogare Seibei) de Yōji Yamada

Drama